# Гюрля
Гюрля (Голямата река) е река в Южна България, област Стара Загора, Община Казанлък, десен приток на Тунджа (влива се в язовир „Копринка“). Дължината ѝ е 28 km.
Река Гюрля извира под името Мандренска река на 1060 м н.в., на 700 м североизточно от връх Каваклийка в Сърнена Средна гора. В горното си течение протича на изток, а след това завива на север и до село Средногорово долината ѝ е дълбока и силно залесена. В този си участък носи името Голямата река. След селото завива на северозапад и навлиза в южната част на Казанлъшкото поле, като долината ѝ става широка и значително по-плитка. Влива се в река Тунджа, на 700 м северозападно от село Горно Черковище, в южния ръкав на язовир „Копринка“, на 390 м н.в.
Площта на водосборния басейн на река Гюрля възлиза на 157 км2, което представлява 1,86% от водосборния басейн на река Тунджа. Основни притоци: → ляв приток, ← десен приток
- ← Сургюдере
- → Малката река
- ← Биковец
- → Церов дол
- → Калнишка река (при ниски води на язовир „Копринка“ се влива в Гюрля)
- → Беглишка река (при ниски води на язовир „Копринка“ се влива в Гюрля)
- → Телекидере (при ниски води на язовир „Копринка“ се влива в Гюрля)

Реката е с основно дъждовно подхранване с максимум – февруари-май и минимум – юли-октомври. Среден годишен отток при село Горно Черковище 0,65 m3/s.
По течението на реката в Община Казанлък са разположени 2 села: Средногорово и Горно Черковище.
По долината на реката на протежение от 7 км в района на село Средногорово преминава участък от Републикански път III-608 от Държавната пътна мрежа Казанлък – Чирпан (участъкът между селата Средногорово и Пъстрово не е изграден).
В долното течение, в Казанлъшкото поле водите на реката се използват за напояване.

## Топографска карта
- Лист от карта K-35-51. Мащаб: 1 : 100 000.